# Harry Morris
Thomas Henry „Harry” Morris (ur. w 1896 w Fitzroy w Melbourne, zm. 5 stycznia 1974 w South Yarra w Melbourne) – australijski zapaśnik walczący w stylu wolnym i skoczek do wody. Olimpijczyk z Amsterdamu 1928. Zajął piąte miejsce w wadze półśredniej w zapasach, a także siódme w skokach z wieży i ósme z trampoliny.

## Letnie Igrzyska Olimpijskie 1928
| Konkurencja      | Rundy eliminacyjne    | Finały                 | Finały               | Klas. końcowa |
| Konkurencja      | 1/4                   | O srebrny medal        | O brązowy medal      | Miejsce       |
| ---------------- | --------------------- | ---------------------- | -------------------- | ------------- |
| 72 kg styl wolny | Arvo Haavisto (FIN) P | Lloyd Appleton (USA) P | Jean Jourlin (FRA) P | 5.            |